# Handelshof (Lübeck)

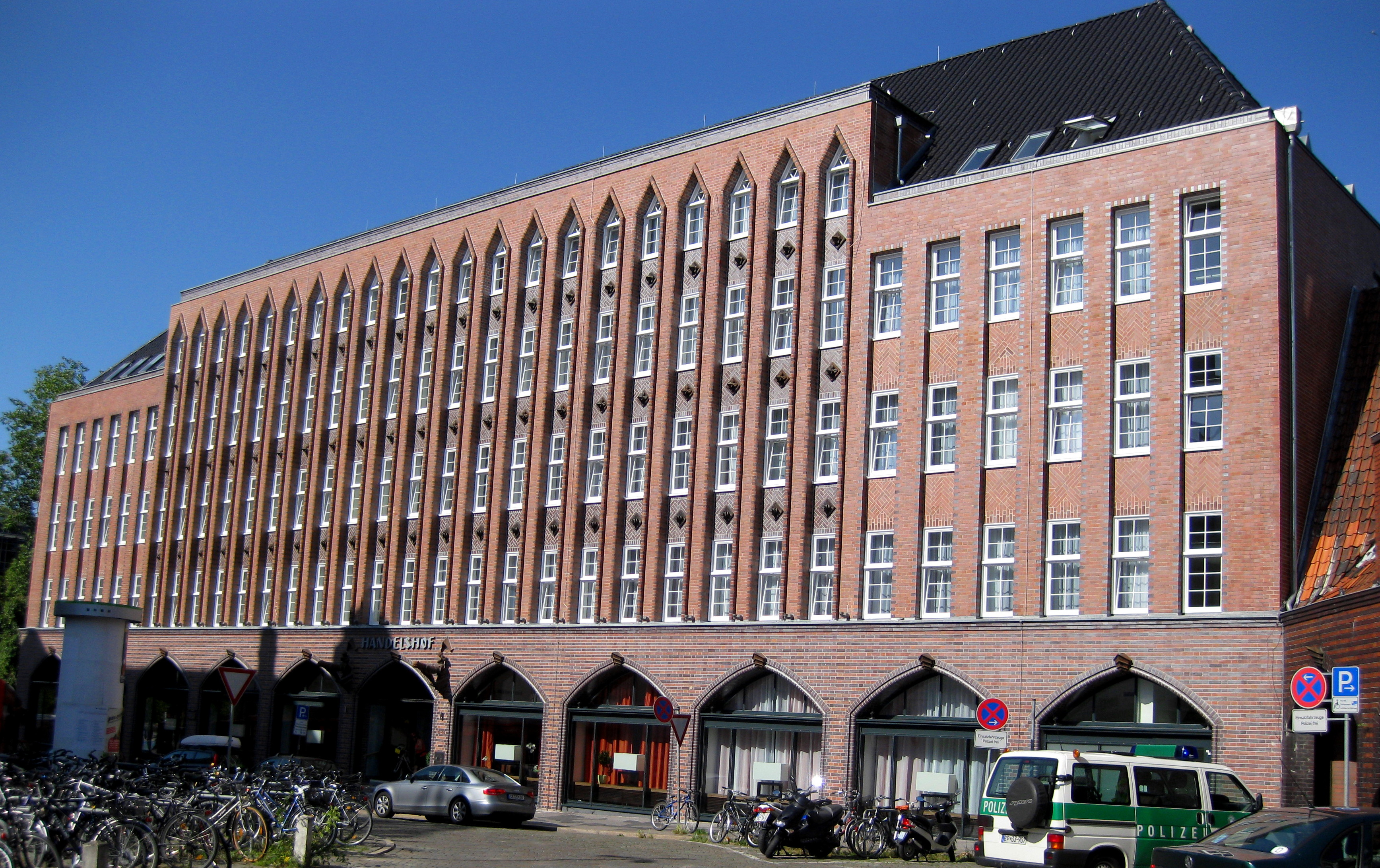
Der Handelshof, Front zum Bahnhofsvorplatz (2009)

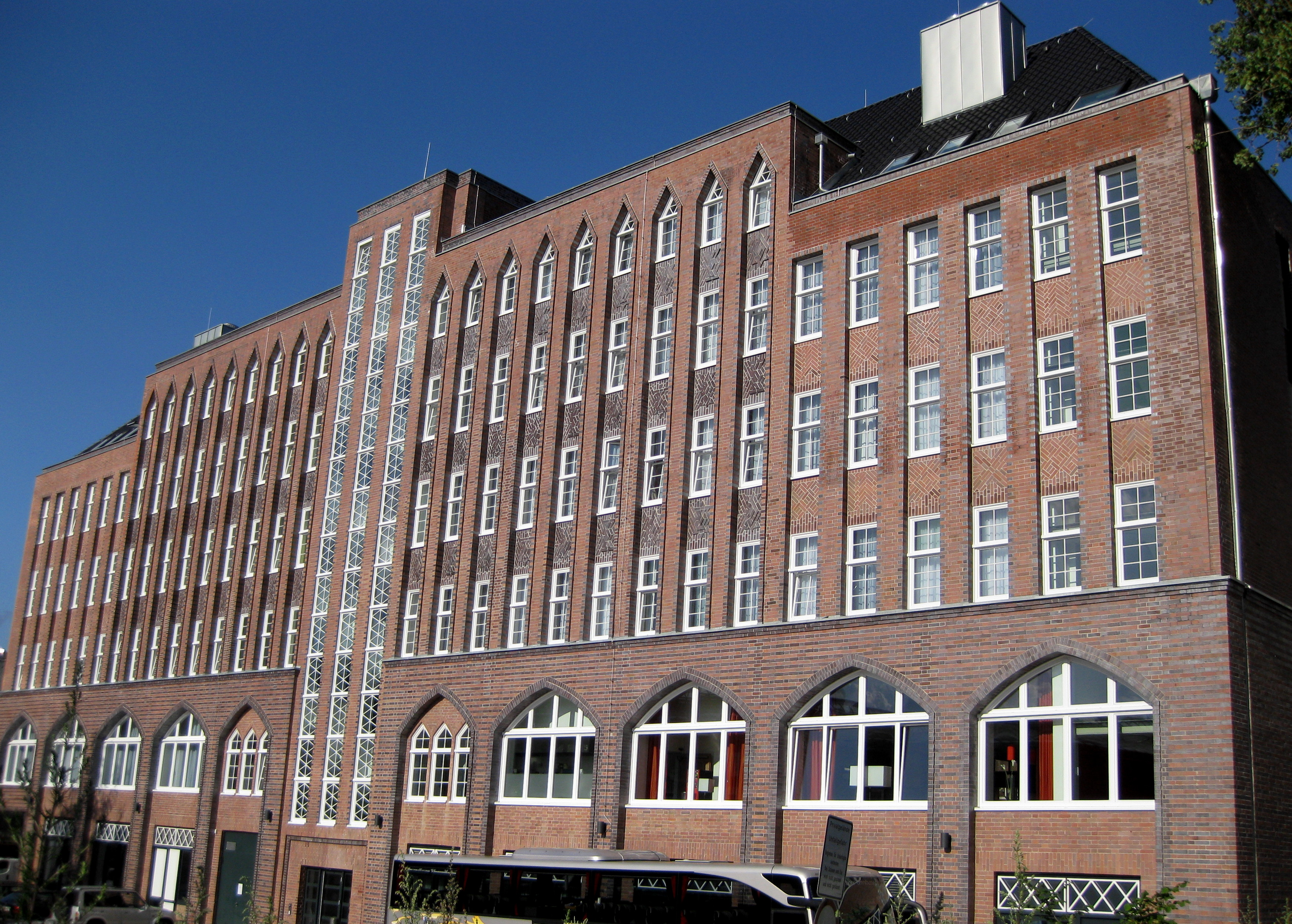
Rückseite nach der Sanierung

Der Handelshof ist ein ehemaliges Büro- und Geschäftshaus in der Hansestadt Lübeck (Schleswig-Holstein), das nach einem umfassenden Umbau seit 2009 als Hotel genutzt wird. Die vom ursprünglichen Bau erhaltene Fassade steht unter Denkmalschutz. 

## Geschichte
1924 wurde das Büro- und Geschäftshaus am Vorplatz des 1908 errichteten Lübecker Hauptbahnhofs von den Hamburger Architekten Christian Zauleck und Franz Hormann für die Firma Paetow & Stühmer errichtet. Es schließt den Platz westlich ab. Der Stahlskelettbau orientierte sich an Hamburger Kontorhäusern derselben Bauepoche. Die Fassade des Gebäudes im Stil des Expressionismus mit Elementen der Neugotik ist mit Klinker verkleidet. Oberhalb des Eingangsportals befinden sich zwei Plastiken aus Klinkerkeramik von Richard Kuöhl. 
Das Gebäude mit einer Nutzfläche von 2200 m² befand sich im Besitz des Landes Schleswig-Holstein. Genutzt wurde es vom Amt für ländliche Räume, einer Behörde des Landes Schleswig-Holstein, und weiteren Einrichtungen wie der Landesbezirkskasse und einem Reisebüro. 1972 wurde der Handelshof unter Denkmalschutz gestellt. Teile des Gebäudes standen seit der zweiten Hälfte der 1990er Jahre leer, nachdem Mieter ausgezogen waren. 2000 wurde das Gebäude mit einem Gerüst und Planen verhüllt, weil Teile der Fassade abbröckelten. Im November 2004 verließ das Amt für ländliche Räume seinen Standort. 2007 verkaufte das Land Schleswig-Holstein den Handelshof an das Berliner Immobilienunternehmen Avenida.
Das Gebäude wurde 2008/2009 unter Erhaltung der Fassade entkernt, saniert, zu einem Hotel umgebaut und an die Hotelkette Ramada verpachtet. Zu den Sanierungsarbeiten in Höhe von etwa acht Millionen Euro steuerte die Possehl-Stiftung für die Fassadenarbeiten 150.000 Euro bei. Seit Juli 2009 betreibt die Hotelkette im Handelshof das Vier-Sterne-Hotel „Treff Hotel Lübeck City Centre“ mit 96 Zimmern, Restaurant, Bar und Fitnesseinrichtungen.

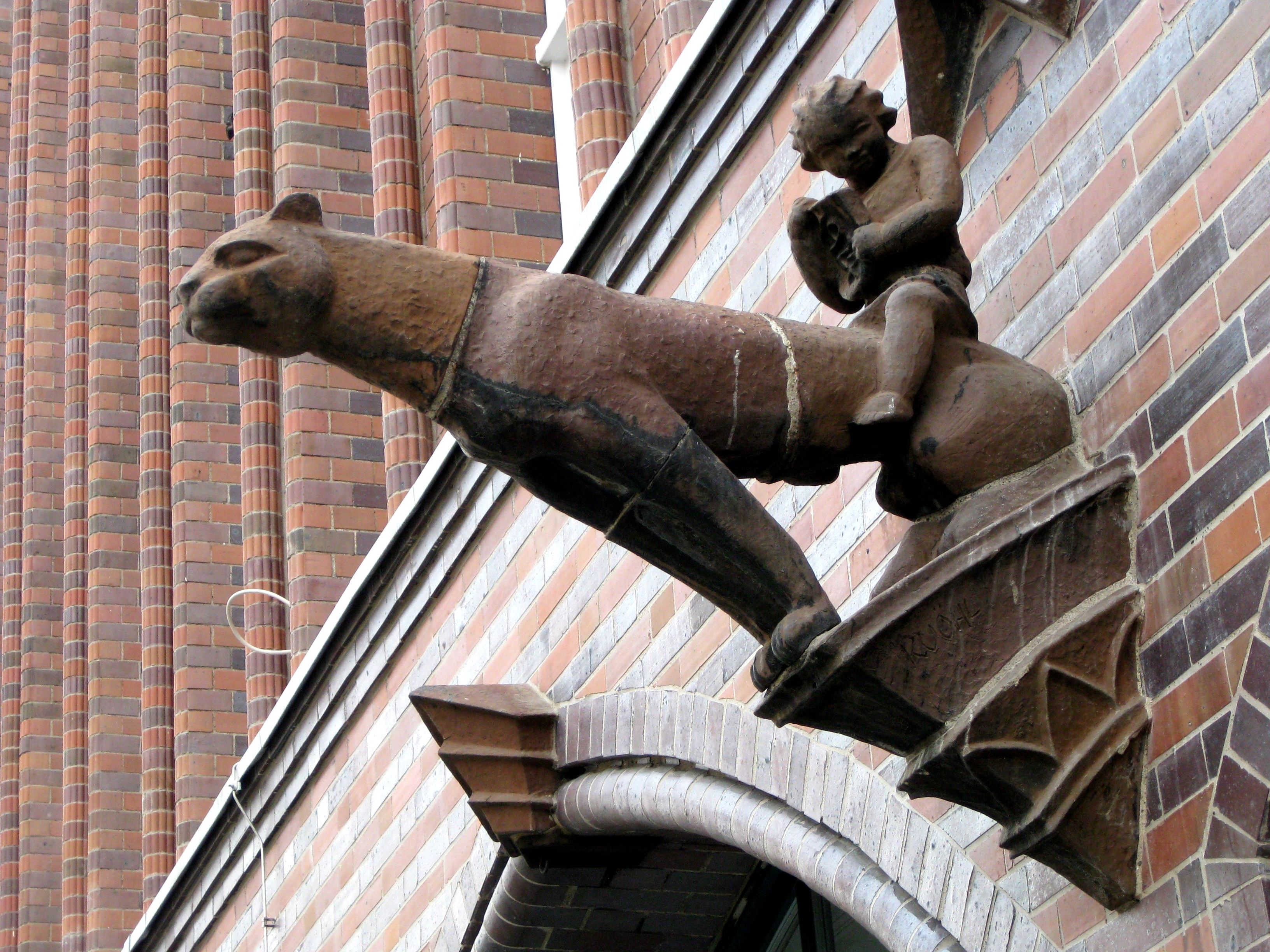
Bauplastik von Richard Kuöhl
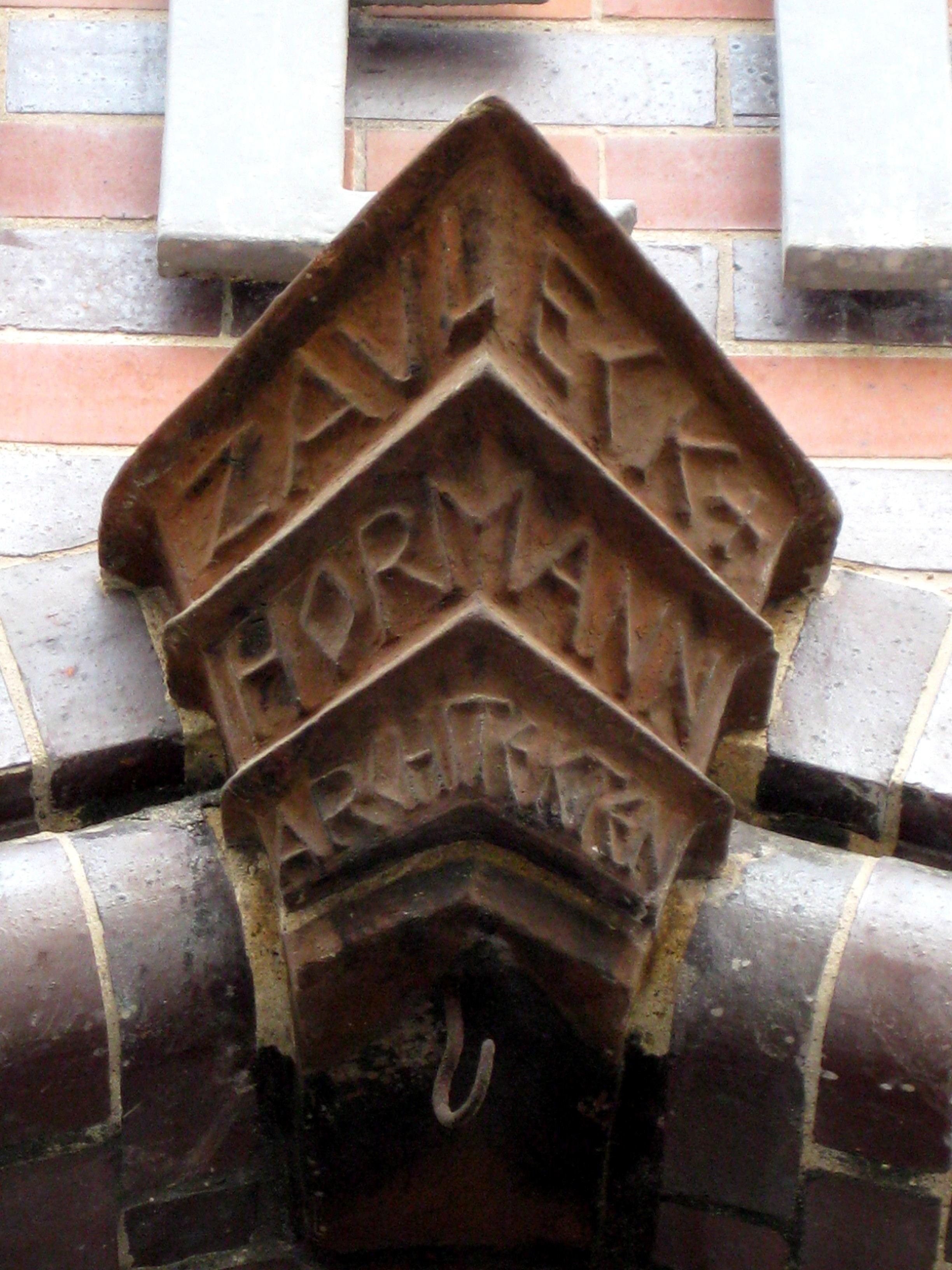
Architekten-Signet über dem Hauptportal
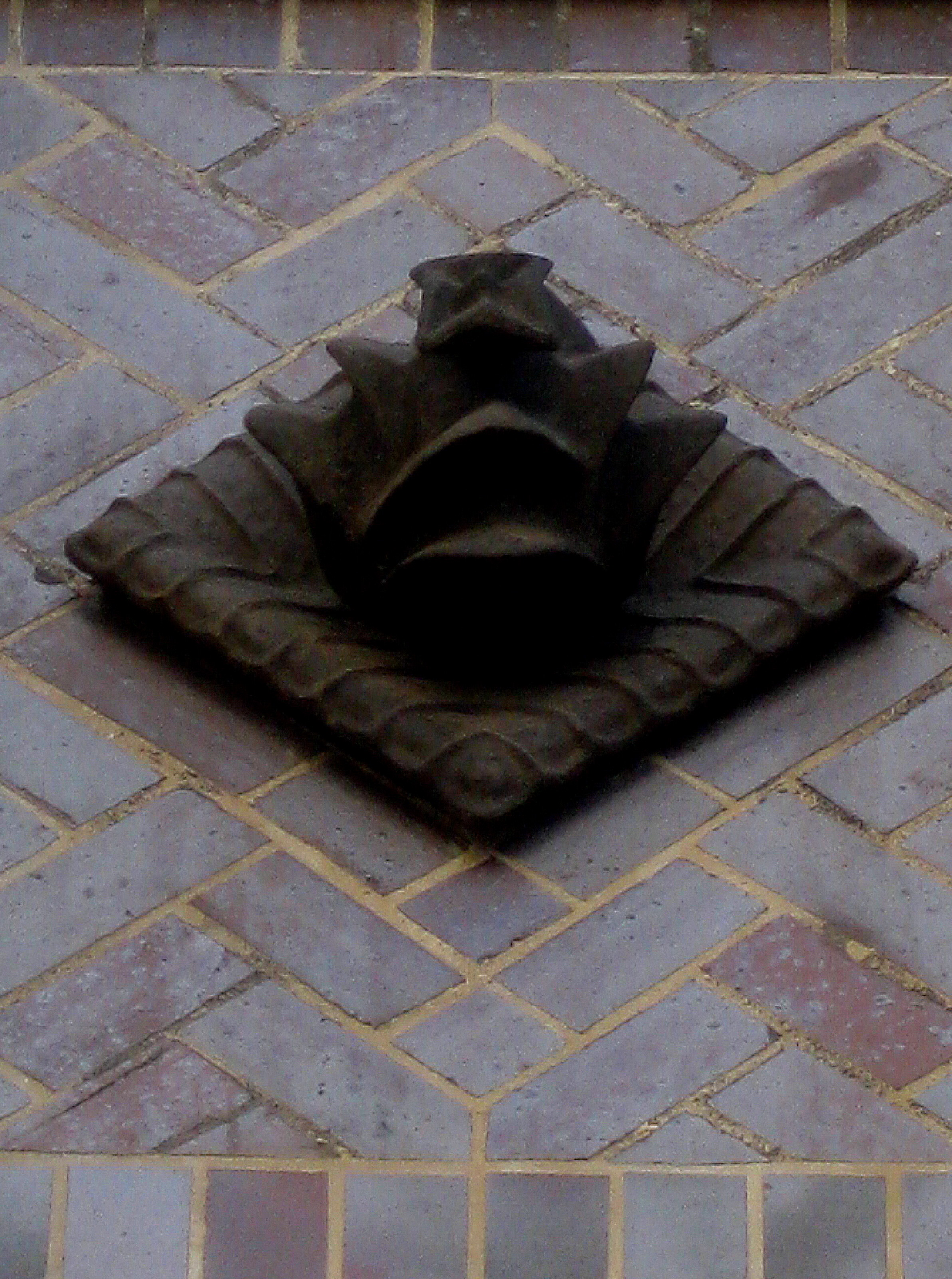
Fassadenschmuck aus Klinkerkeramik an der Vorderseite
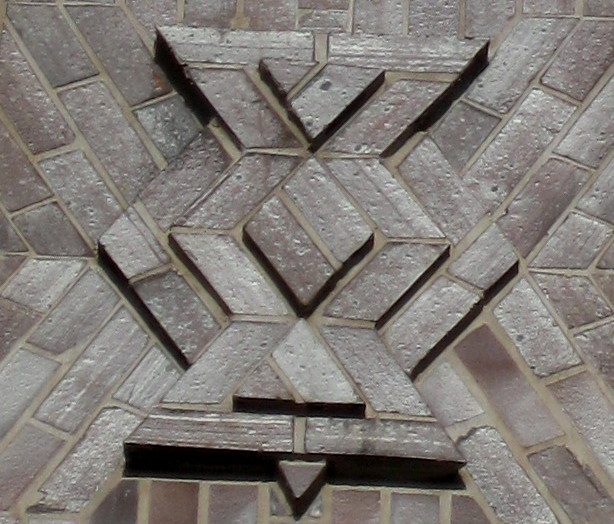
Klinker-Schmuckelement an der Rückseite